# جامع المدينة المنورة (نواكشوط)
جامع المدينة المنورة (ويعرفاسم مسجد السعودية والمسجد الجامع أو المسجد الكبير) هو مسجد في نواكشوط في موريتانيا. يقع جنوب غرب القصر الرئاسي وغرب الغرفة التجارية مباشرة. أمر ببناءه الملك فيصل في السبعينات من القرن الماضي.
كان بوداح ولد البوسيري إمامًا للمسجد لعدة عقود ، وكان مقربًا من النظام الموريتاني وداعمًا للإسلام السني وشخصية مؤثرة جدًا في المعسكر الإسلامي غير السياسي.